# Richard Aspöck
Richard Aspöck jun. (14. Juni 1919 in Salzburg – 1941 in der Tötungsanstalt Hartheim) war ein österreichischer Gärtnergehilfe. Er wurde im Rahmen der Aktion T4 vom NS-Regime ermordet.

## Leben
Richard Aspöck wurde als jüngstes Kind einer Notarsfamilie geboren. Sein Vater war Richard Aspöck sen., Notar in Hallein, geboren 1882 oder 1883, verstorben am 10. August 1934. Richard jun. hatte drei Schwestern, eine von ihnen verstarb mit fünf Jahren an den Folgen der Spanischen Grippe, einer Pandemie der Jahre 1918 bis 1920. Auch Richard jun., der in Radstadt und Hallein aufwuchs, erkrankte daran. Er wurde schließlich von Oktober 1925 bis August 1928 in der Caritas-Anstalt St. Anton in Bruck an der Großglocknerstraße untergebracht, in der die Kinder von den Vöcklabrucker Franziskanerinnen betreut wurden. Anlässlich seines Austritts wurde vermerkt: „Wegen Gesundheitsrücksichten bei den Eltern geblieben.“ Trotz seiner Beeinträchtigungen erhielt er in der Folge Privatunterricht und lebte im Familienverband.
Nachdem seine Eltern verstorben waren, kam Richard Aspöck im Mai 1939 in die Evangelische Diakonissen-Anstalt Gallneukirchen in Oberösterreich. Er wohnte dort im Haus Friedenshort und arbeitete in der Gärtnerei. Seine wichtigste Bezugsperson war seine Schwester Hilda, die in Hallein lebte und bei der er auch zumindest einen Urlaub von ein paar Wochen verbrachte. Sie wurde auch mit einem Beschluss des Amtsgerichts Urfahr vom 21. September 1940 zu seinem Vormund bestellt. Dem Beschluss lag ein ärztliches Gutachten zu Grunde, dem zufolge Aspöck – infolge der Spanischen Grippe – „geistesschwach, schwerhörig, am rechten Ohr taub“ sei und „an einer Sprechstörung, die mit Gesichtszerrungen verbunden war,“ leide. Obwohl aus ärztlicher Sicht eine beschränkte Entmündigung angezeigt war, wurde festgestellt, dass „die Anhaltung in einer geschlossenen Anstalt aber nicht in Betracht kommt, wohl aber ständige Aufsicht und Führung notwendig sei. Dieser wird er in einer Anstalt wie der, wo er sich gegenwärtig aufhalte, am besten teilhaft. Eine Änderung im Aufenthalt ist daher nicht erforderlich“.
Dennoch verfügte der Kostenträger, der Gaufürsorgeverband Hallein, „dass Richard Aspöck […] in das Versorgungshaus Kuchl überführt wird, weil die Kosten die der öffentlichen Fürsorge dadurch entstehen, gegenüber der Anstalt Gallneukirchen wesentlich niedriger sind“. Hilde Aspöck wollte die Verlegung ihres Bruders verhindern und erklärte sich in einem Schreiben an das Kuratelgericht Linz-Land bereit, „persönlich für alle Bedürfnisse ihres Bruders aufzukommen und keinerlei öffentliche Mittel in Anspruch zu nehmen“. Dieses Angebot war vergebens. Am 13. Jänner 1941 wurde Richard Aspöck aus Gallneukirchen deportiert, allerdings nicht nach Kuchl, sondern – gemeinsam mit anderen Pfleglingen aus dem Diakoniewerk – in die Tötungsanstalt Hartheim nahe Linz. Auf seiner Karteikarte steht, in rot geschrieben: „Abgegangen: nach unbekannt.“ Nunmehr setzten die Täuschungsmanöver der Nationalsozialisten ein. Hilde Aspöck erhielt eine Woche später eine Postkarte, auf der ihr die Verlegung des Bruders in die Heilanstalt Sonnenstein bei Pirna mitgeteilt wurde. In Wahrheit wurde ihr Bruder in Hartheim ermordet. Hilde Aspöck setzte sich umgehend mit der Anstalt in Verbindung und erfuhr, dass „das Befinden des Patienten zufriedenstellend sei“. Laut offizieller Sterbeurkunde soll Richard Aspöck in der folgenden Nacht an schwerer Ruhr verstorben sein. Die Schwester bekam eine Urne aus Pirna übersandt, es ist nicht gesichert, ob es sich tatsächlich um die Asche von Richard Aspöck handelte. Ende Februar 1941 wurde die Urne am Halleiner Friedhof beigesetzt.

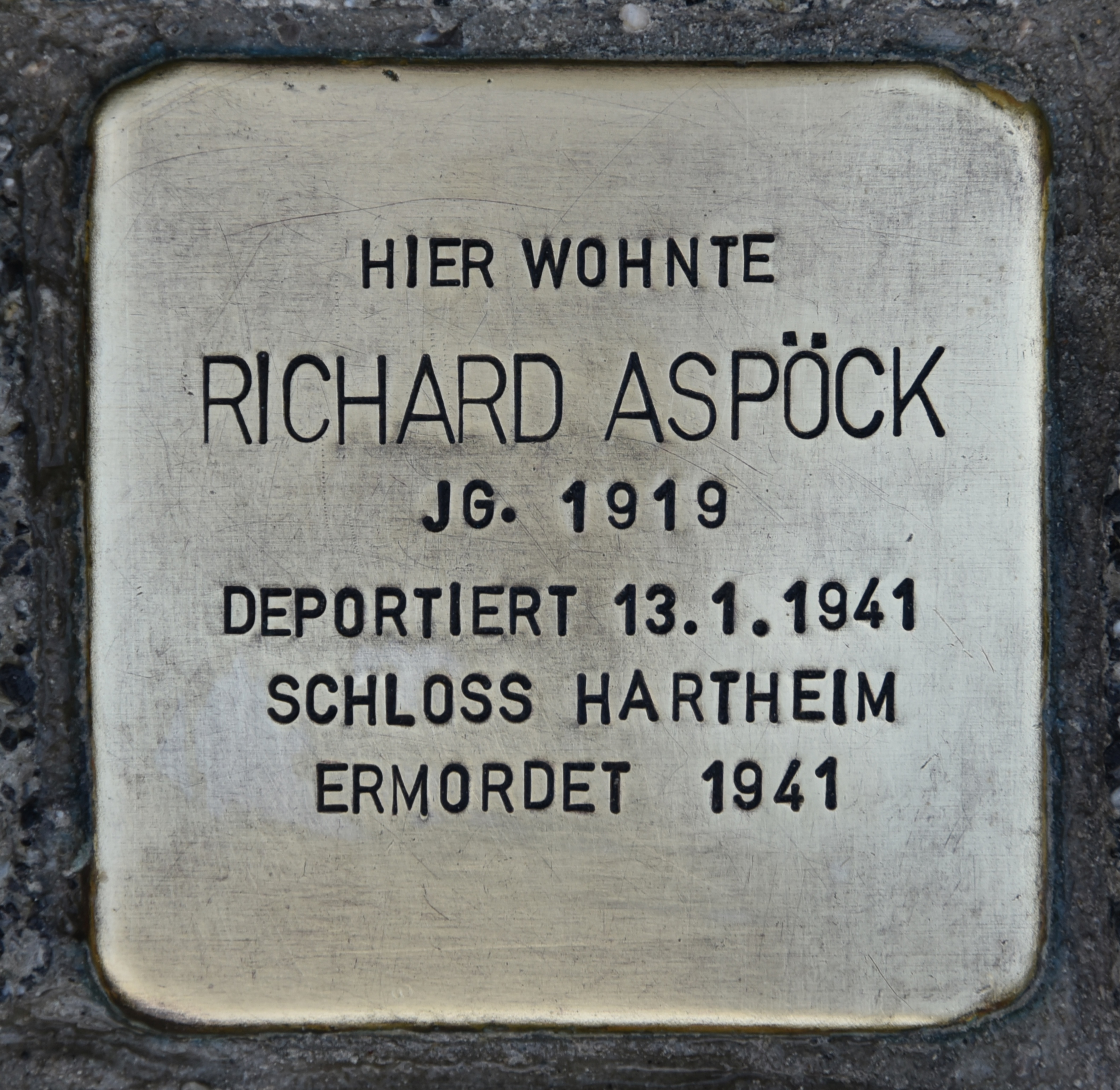
Stolperstein für Richard Aspöck in Hallein, 2014

## Gedenken
Im Jahr 2014 verlegte der deutsche Künstler Gunter Demnig für Richard Aspöck einen Stolperstein in Hallein vor dessen letzten Wohnhaus in der Sulzeneggstraße 2. Organisiert wurde die Verlegung des Stolpersteins vom Projekt Stolpersteine Hallein. Die Finanzierung erfolgt durch eine Patenschaft, die vom Neffen des Ermordeten übernommen wurde. Der Neffe war auch bei der Verlegung anwesend.